# Alex Sadkin
Alex Sadkin (Fort Lauderdale, 9 aprile 1949 – Contea di Nassau, 25 giugno 1987) è stato un produttore discografico, musicista e tecnico del suono statunitense, attivo principalmente nella prima metà degli anni ottanta.
Ha iniziato la sua carriera nell'industria musicale come sassofonista per una band locale a Fort Lauderdale (Florida).

## Biografia
Sadkin è cresciuto a Fort Lauderdale e ha cominciato a suonare il sassofono presso la Sunrise Junior High School e la Fort Lauderdale High School. Alex ha studiato presso l'Università statale della Florida in Tallahassee, dove ha conseguito la laurea in Geologia nel 1971.
Sadkin ha successivamente intrapreso la carriera come produttore discografico. Dapprima cominciò come tecnico del suono, svolgendo il ruolo di assistente presso i Criteria Studios di Miami (Florida). Si fece notare per la prima volta da Neil Young per via della sua abilità al missaggio, il che lo aiutò a diventare capo tecnico del suono presso i Compass Point Studios di Nassau, Bahamas. Iniziò dunque a lavorare insieme a Chris Blackwell (boss della Island Records) a diversi progetti importanti, tra cui il più famoso fu quello al seminale Rastaman Vibration di Bob Marley & The Wailers.
Sadkin ha poi prodotto album per diversi altri artisti, tra cui Grace Jones, Marianne Faithfull, Robert Palmer, Joe Cocker, Talking Heads, James Brown, the J. Geils Band, Thompson Twins, Foreigner, Duran Duran, Simply Red, Arcadia e Paul Haig.
Alex Sadkin è stato inoltre un mentore per l'ingegnere e produttore Phil Thornalley, che diventerà famoso per le sue collaborazioni con i Cure, Johnny Hates Jazz, e Natalie Imbruglia.
Sadkin è morto tragicamente all'età di 38 anni in un incidente stradale avvenuto nella Contea di Nassau in Florida, il 25 giugno 1987, pochi mesi dopo aver completato l'album Men and Women dei Simply Red. Alla sua memoria sono state dedicate le canzoni Do You Believe in Shame? dei Duran Duran, Too Soon di Robbie Nevil e Well Well Well di Grace Jones. Alla sua memoria è dedicato anche l'intero album Unchain My Heart di Joe Cocker pubblicato nel 1987.

## Discografia parziale come produttore
- Stephen Stills – Illegal Stills (Mixing; 1976)
- Stills-Young Band – Long May You Run (Mixing; 1976)
- Bob Marley & The Wailers – Survival (1979)
- Grace Jones – Warm Leatherette (1980)
- Grace Jones – Nightclubbing (1981)
- Grace Jones – Living My Life (1982)
- Joe Cocker – Sheffield Steel (1982)
- Thompson Twins – Quick Step and Side Kick (1983)
- Thompson Twins – Into the Gap (1984)
- Duran Duran – Seven and the Ragged Tiger (1983)
- Talking Heads – Speaking In Tongues (1983) [solo missaggio]
- Foreigner – Agent Provocateur (1984)
- Arcadia – So Red the Rose (1985)
- Robbie Nevil – Robbie Nevil (1986)
- Simply Red – Men and Women (1987)